# Kalinkowicze Zachodnie
Kalinkowicze Zachodnie (biał. Калінкавічы-Заходнія, ros. Калинковичи-Западные) – stacja kolejowa w pobliżu miejscowości Kalinkowicze, w rejonie kalinkowickim, w obwodzie homelskim, na Białorusi. Leży na linii Homel - Łuniniec - Żabinka.